# Mireia Belmonte
Pour les articles homonymes, voir Belmonte.
Mireia Belmonte García, née le 10 novembre 1990 à Badalone, est une nageuse espagnole spécialiste des épreuves de quatre nages et de la nage papillon, sacrée championne olympique du 200 mètres papillon le 10 août 2016, aux Jeux olympiques de Rio, première Espagnole médaillée d'or dans son sport.
Quadruple médaillée olympique, octuple championne du monde, championne d'Europe à treize reprises, elle détient les records du monde en petit bassin du 400 mètres nage libre, du 800 mètres nage libre, du 1 500 mètres nage libre et du 200 m papillon.

## Carrière
En 2006, elle remporte les médailles d'or des 400 m nage libre et 400 m quatre nages à l'occasion de la première édition des Championnats du monde juniors de natation. L'année suivante, lors de l'Euro en petit bassin 2007 de Debrecen, elle enlève sa première récompense dans un championnat international senior en montant sur la deuxième marche du podium du 400 m quatre nages, derrière l'Italienne Alessia Filippi. Dès cette année, elle s'affirme sur le plan national en battant de premiers records d'Espagne sur 200 et 400 m quatre nages. Elle améliore sensiblement ses meilleures performances en 2008 durant les Championnats d'Europe disputés à Eindhoven. Ainsi, en nageant 2 min 11 s 16 le 200 m quatre nages, elle gagne non seulement le titre continental mais abaisse son record personnel de plus de 3 secondes, s'immisçant ainsi dans le top 10 mondial de l'année. Elle remporte par ailleurs la médaille de bronze du 200 m papillon en battant le record national.
Un mois plus tard, elle confirme cette révélation en décrochant la médaille d'argent du 200 m quatre nages et le bronze du 400 m quatre nages lors des Championnats du monde en petit bassin, à Manchester. Plus encore, elle bat le record d'Europe du 200 m quatre nages en terminant deuxième derrière la Zimbabwéenne Kirsty Coventry.
Aux Jeux olympiques d'été de 2008, Mireia Belmonte participe aux deux épreuves de quatre nages prévues mais ne parvient pas à se qualifier pour les finales : sur 200 m quatre nages, alors qu'elle figurait dans le top 8 mondial de la saison, elle se fait sortir dès les demi-finales avec le 14e temps des engagées alors qu'elle ne dépasse pas le cap des séries du 400 m quatre nages en réalisant le 14e temps.
Quelques mois après le rendez-vous olympique, elle bat le premier record du monde de sa carrière lors des Championnats d'Europe en petit bassin 2008. Vainqueur du 400 m quatre nages en 4 min 25 s 06, elle améliore la meilleure marque mondiale battue deux semaines auparavant par l'Américaine Julia Smit. Elle réalise alors le premier record planétaire de l'histoire pour une nageuse espagnole née en Espagne puisque Nina Zhivanevskaya, détentrice du record du monde du 50 m dos en 2000, a été naturalisée en 1999.
Lors des Jeux olympiques de Londres en 2012, Mireia Belmonte remporte deux médailles d'argent.
En 2013, Belmonte remporte trois médailles lors des Championnats du monde qui se déroulent « à domicile » à Barcelone. Elle est médaillée d'argent du 200 mètres papillon et du 400 mètres quatre nages ainsi que médaillée de bronze en 200 mètres quatre nages. Une semaine après ces championnats, Belmonte prend à Camille Muffat les records du monde en petit bassin du 400 mètres nage libre et du 800 mètres nage libre lors de l'étape de Coupe du monde de Berlin,. Belmonte est ensuite en décembre la nageuse la plus titrée en individuel aux Championnats d'Europe en petit bassin d'Herning au Danemark avec quatre victoires sur 200 m papillon, en battant le record d'Europe, 400 m nage libre, 400 m quatre nages et 800 m nage libre.
Lors du premier jour des Championnats du monde en petit bassin 2014, Belmonte gagne les titres du 200 mètres papillon et du 400 mètres quatre nages, à chaque fois devant Katinka Hosszú et en battant le record du monde de ces disciplines. Elle remporte également le titre en 800 mètres nage libre puis en 400 mètres nage libre. Une semaine plus tard, Belmonte bat à Sabadell le record du monde du 1500 mètres nage libre en petit bassin lors des Championnats d'Espagne.
Blessée aux deux épaules, elle déclare forfait pour les Championnats du monde de Kazan.
Lors des Jeux olympiques de 2016 à Rio de Janeiro, elle remporte le bronze sur 400 m quatre nages et l'or sur 200 mètres papillon. Elle est la première nageuse espagnole à gagner la médaille d'or aux Jeux olympiques.
Confinée pendant la pandémie de coronavirus en 2020, elle est menacée sur les réseaux sociaux après avoir milité pour obtenir une dérogation afin de poursuivre ses entraînements.
Belmonte est désignée porte-drapeau de la délégation espagnole aux Jeux olympiques de Tokyo 2020 en compagnie de Saúl Craviotto.

## Palmarès

### Jeux olympiques
- Jeux olympiques de 2012 à Londres (Grande-Bretagne) :
  -  Médaille d'argent sur 200 m papillon.
  -  Médaille d'argent sur 800 m nage libre.

- Jeux olympiques de 2016 à Rio de Janeiro (Brésil) :
  -  Médaille d'or sur 200 m papillon.
  -  Médaille de bronze sur 400 m quatre nages.

### Championnats du monde
| - Championnats du monde juniors 2006 à Rio de Janeiro (Brésil) : - Médaille d'or du 400 m nage libre. - Médaille d'or du 400 m quatre nages. - Championnats du monde 2013 à Barcelone (Espagne) : - Médaille d'argent du 200 m papillon. - Médaille d'argent du 400 m quatre nages. - Médaille de bronze du 200 m quatre nages. - Championnats du monde 2017 à Budapest (Hongrie) : - Médaille d'or du 200 m papillon. - Médaille d'argent du 1 500 m nage libre. - Médaille d'argent du 400 m quatre nages. | - Championnats du monde en petit bassin 2008 à Manchester (Royaume-Uni) : - Médaille d'argent du 200 m quatre nages. - Médaille de bronze du 400 m quatre nages. - Championnats du monde en petit bassin 2010 à Dubaï (Émirats arabes unis) : - Médaille d'or du 200 m papillon. - Médaille d'or du 200 m quatre nages. - Médaille d'or du 400 m quatre nages. - Médaille d'argent du 800 m nage libre. - Championnats du monde en petit bassin 2014 à Doha (Qatar) : - Médaille d'or du 200 m papillon. - Médaille d'or du 400 m nage libre. - Médaille d'or du 400 m quatre nages. - Médaille d'or du 800 m nage libre. |

### Championnats d'Europe
| - Championnats d'Europe 2008 à Eindhoven (Pays-Bas) : - Médaille d'or du 200 m quatre nages. - Médaille de bronze du 200 m papillon. - Championnats d'Europe 2012 à Debrecen (Hongrie) : - Médaille d'or du 1 500 m nage libre. - Médaille d'argent du 400 m nage libre. - Championnats d'Europe 2014 à Berlin (Allemagne) : - Médaille d'or du 1 500 m nage libre. - Médaille d'or du 200 m papillon. - Médaille d'argent du 800 m nage libre. - Médaille d'argent du 400 m quatre nages. - Médaille de bronze du 400 m nage libre. - Médaille de bronze du 5 km en eau libre. - Championnats d'Europe 2016 à Londres (Royaume-Uni) : - Médaille d'argent du 1 500 m nage libre. - Médaille d'argent au titre du relais 4 × 200 m nage libre. - Médaille de bronze du 400 m nage libre. | - Championnats d'Europe en petit bassin 2007 à Debrecen (Hongrie) : - Médaille d'argent du 400 m quatre nages. - Championnats d'Europe en petit bassin 2008 à Rijeka (Croatie) : - Médaille d'or du 400 m quatre nages. - Championnats d'Europe en petit bassin 2009 à Istanbul (Turquie) : - Médaille d'argent du 400 m quatre nages. - Championnats d'Europe en petit bassin 2011 à Szczecin (Pologne) : - Médaille d'or du 200 m papillon. - Médaille d'or du 200 m quatre nages. - Médaille d'or du 400 m nage libre. - Médaille d'or du 400 m quatre nages. - Championnats d'Europe en petit bassin 2013 à Herning (Danemark) : - Médaille d'or du 200 m papillon. - Médaille d'or du 400 m nage libre. - Médaille d'or du 400 m quatre nages. - Médaille d'or du 800 m nage libre. |

## Records

### Records personnels
Ces tableaux détaillent les records personnels de Mireia Belmonte en grand et petit bassin. L'indication RM signifie que le record personnel de l'Espagnole constitue l'actuel record du monde de la discipline, RE l'actuel record d'Europe.
| Épreuve            | Temps          | Compétition                 | Lieu                       | Date            |
| 400 m nage libre   | 4 min 03 s 84  | Championnats d'Espagne 2014 | Palma de Majorque, Espagne | 13 avril 2014   |
| 800 m nage libre   | 8 min 18 s 76  | Jeux olympiques 2012        | Londres, Royaume-Uni       | 3 août 2012     |
| 1500 m nage libre  | 15 min 57 s 29 | Championnats d'Europe 2014  | Berlin, Allemagne          | 23 août 2014    |
| 200 m papillon     | 2 min 04 s 78  | Championnats du monde 2013  | Barcelone, Espagne         | 1er août 2013   |
| 200 m quatre nages | 2 min 09 s 45  | Championnats du monde 2013  | Barcelone, Espagne         | 29 juillet 2013 |
| 400 m quatre nages | 4 min 31 s 21  | Championnats du monde 2013  | Barcelone, Espagne         | 4 août 2013     |

| Épreuve            | Temps               | Compétition                 | Lieu                       | Date             |
| 400 m nage libre   | 3 min 54 s 52 - RE  | Coupe du monde 2013         | Berlin, Allemagne          | 11 août 2013     |
| 800 m nage libre   | 7 min 59 s 34 - RE  | Coupe du monde 2013         | Berlin, Allemagne          | 10 août 2013     |
| 1500 m nage libre  | 15 min 19 s 71 - RE | Championnats d'Espagne 2014 | Sabadell, Espagne          | 12 décembre 2014 |
| 200 m papillon     | 1 min 59 s 61 - RM  | Championnats du monde 2014  | Doha, Qatar                | 3 décembre 2014  |
| 200 m quatre nages | 2 min 5 s 73        | Championnats du monde 2010  | Dubaï, Émirats arabes unis | 18 décembre 2010 |
| 400 m quatre nages | 4 min 18 s 94 - RM  | Coupe du monde 2017         | Eindhoven, Pays-Bas        | 12 août 2017     |

### Records du monde battus
Ce tableau détaille les huit records du monde battus par Mireia Belmonte durant sa carrière ; ceux-ci l'ont été en petit bassin.
| Épreuve                            | Temps          | Compétition                 | Lieu                           | Date             |
| 400 m quatre nages en petit bassin | 4 min 25 s 06  | Championnats d'Europe 2008  | Rijeka, Croatie                | 14 décembre 2008 |
| 400 m quatre nages en petit bassin | 4 min 19 s 86  | Championnats du monde 2014  | Doha, Qatar                    | 3 décembre 2014  |
| 400 m quatre nages en petit bassin | 4 min 18 s 94  | Coupe du monde 2017         | Eindhoven, Pays-Bas            | 12 août 2017     |
| 800 m nage libre en petit bassin   | 7 min 59 s 34  | Coupe du monde 2013         | Berlin, Allemagne              | 10 août 2013     |
| 400 m nage libre en petit bassin   | 3 min 54 s 52  | Coupe du monde 2013         | Berlin, Allemagne              | 11 août 2013     |
| 1500 m nage libre en petit bassin  | 15 min 26 s 95 | Championnats d'Espagne 2013 | Castellón de la Plana, Espagne | 29 novembre 2013 |
| 1500 m nage libre en petit bassin  | 15 min 19 s 71 | Championnats d'Espagne 2014 | Sabadell, Espagne              | 12 décembre 2014 |
| 200 m papillon en petit bassin     | 1 min 59 s 61  | Championnats du monde 2014  | Doha, Qatar                    | 3 décembre 2014  |

Entre les deux records du monde du 1500 mètres nage libre en petit bassin de Belmonte, ce record appartient à la Néo-Zélandaise Lauren Boyle, qui le réalise le 9 août 2014 à Wellington,.

## Distinctions
- Premio Reina Sofía de sportive espagnole de l'année du Conseil supérieur des Sports : 2013[18]